# Чайный сервиз «Арлекин»
«Чайный сервиз „Арлекин“» (англ. The Harlequin Tea Set) — детективный рассказ английской писательницы Агаты Кристи, из цикла произведений о мистере Арли Кине и пожилом джентльмене Саттертуэйте. Впервые опубликован в британской антологии «Зимние детективы» в 1971 году. В 1991 году был издан в Великобритании в сборнике «Хлопоты в Польенсе и другие истории». В 1997 году в США рассказ был издан в составе сборника «„Чайный сервиз Арлекин и другие истории“», и в том же году он вошёл в британский сборник «Доколе длится свет и другие рассказы».

## Сюжет
Мистер Саттертуэйт направляется навестить в одноимённом особняке в Довертон-Кингсбурне старого друга Тома Эдисона и познакомиться с его многочисленной семьёй. Спустя годы после последней встречи с загадочным Арли Кином Саттертуэйт, как всегда неожиданно, встречается с ним в кафе «Арлекин» в английской деревушке Кингсбурн-Дьюсиз, где у него сломался автомобиль. В этом же здании находится магазин керамики, где выставлен разноцветный чайный сервиз «Арлекин». На глазах Кина и Саттертуэйта в нём несколько чашек из этого сервиза покупает Берил Джиллиат из Довертон-Кингсбурна, так как в ожидании Саттертуэйта ей нужно заменить разбившиеся, прямо перед его визитом. Берил является второй женой Саймона, первого мужа погибшей дочери Тома — Лили.
Узнав детали о семьей Эдисона мистер Кин покидает Саттертуэйта, многозначительно сказал слово — «дальтонизм». С помощью этой подсказки последнему удаётся спасти от отравления внука Тома, которому подсыпала в чай яд миссис Джиллиат, использовав наследственный недуг мужчин из семьи Эдисонов — дальтонизм. Таким образом она хотела заполучить большую долю наследства для своего сына, но после того как её намерения были раскрыты сбежала. Недалеко от особняка было установлено пугало, известное в округе под именем Арли-Барли. Саттертуэйт находит между ним и Кином внешнее сходство. Подойдя, он наблюдает за тем как оно сгорает, видимо подожжённое каким-то мальчишкой. Удовлетворённый предотвращением убийства и очередной встречей с Кином, Саттертуэйт надеется увидеться с ним ещё.

## Характеристика
В 1930 году вышел сборник Агаты Кристи «Таинственный мистер Кин», состоящий из 12 рассказов, которые ранее публиковались в различных журналах. Первым из них является рассказ «Явление мистера Кина», впервые появившийся в 1928 году. В этих историях с мистической составляющей действует оригинальная пара персонажей, решающих проблемы окружающих. Саттертуэйт — маленький наблюдательный человек из высшего общества, способный раскрыть загадку с помощью осторожных подсказок и уместных наводящих вопросов таинственного Арли Кина. Последний, по словам Кристи, служит «катализатором» каждый раз, когда мужчины встречаются. В «Автобиографии» она признавалась, что очень любит свой цикл о Кине и Саттертуэйте. Она характеризовала этих героев таким образом: «Мистер Кин всегда был другом влюблённых и ходил рядом со смертью. Коротышка мистер Саттертуэйт, можно сказать, агент мистера Кина, тоже стал моим любимым персонажем».
Рассказ впервые опубликован издательством Macmillan в третьем томе британской антологии «Зимние детективы» (Winter's Crimes) в 1971 году. В 1991 году он появился в Великобритании в сборнике «Хлопоты в Польенсе и другие истории» (Problem at Pollensa Bay and Other Stories). В США рассказ был издан в составе сборника «„Чайный сервиз Арлекин и другие истории“» в 1997 году, и в том же году он вошёл в британский сборник «Доколе длится свет и другие рассказы» (While the Light Lasts and Other Stories). В своих мемуарах «Агата и археолог» второй муж писательницы Макс Маллован заметил: «В историях о мистере Кине нашла отражение любовь Агаты к музыке и её зарождающийся интерес к современному искусству. Последний рассказ из этого цикла, „Чайный сервиз „Арлекин““, был опубликован отдельно в третьем томе антологии „Детективы Винтера“ (Macmillan, 1971)». Российский переводчик и литературовед А. Титов писал о завершающем рассказе цикла и его героях: «Со дня их последней встречи минуло „много-много лет“. Был ли то день, когда мистер Саттертуэйт глядел вслед мистеру Кину, уходящему вдаль по деревенской улочке в заключительном рассказе сборника „Загадочный мистер Кин?“ Во всяком случае, больше они уже не встретятся, так как мистер Кин в конце рассказа превращается в горящее чучело:сверхъестественное подступило уже чересчур близко».